# Cisticola galactotes

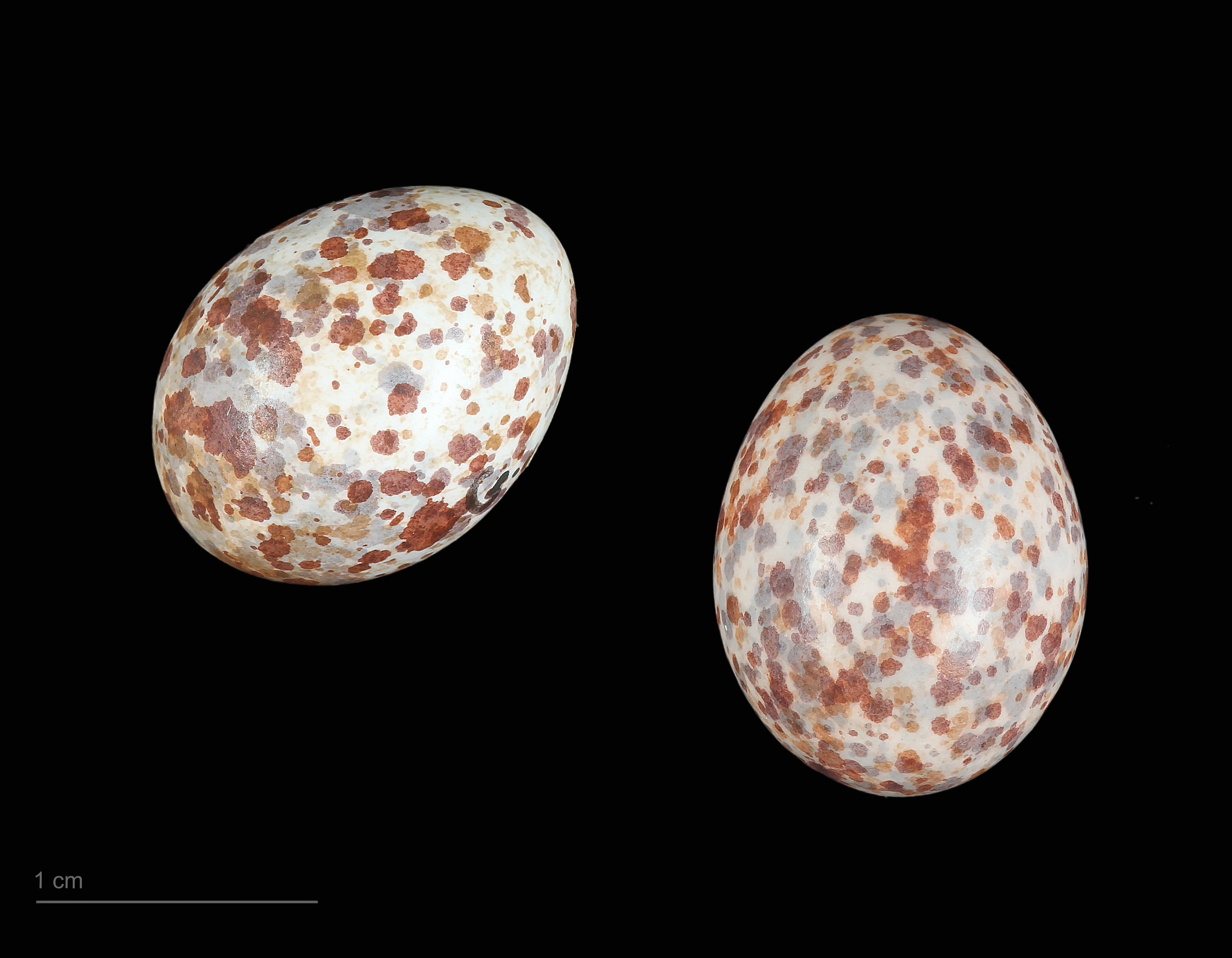
Cisticola galactotes - (MHNT)

El cistícola alirrojo (Cisticola galactotes) es una especie de ave paseriforme de la familia Cisticolidae propia de las regiones costeras de África oriental.

## Taxonomía
Existen dos subespecies reconocidas:
- C. g. isodactylus Peters, W, 1868 desde el sur de Malaui, el sureste de Zimbabue y el oeste de Mozambique; y
- C. g. galactotes (Temminck, 1821) desde el sur de Mozambique al este de Sudáfrica.

El taxón fue escindido de Cisticola marginatus por IOC y HBW, al igual que Cisticola luapula, Cisticola haematocephalus y el Cisticola lugubris. Las listas de Clements (2017) y Howard and Moore (2014) consideran a estos taxones como una sola especie,  C. galactotes (sensu lato).

## Distribución y hábitat
Se encuentra en Malaui, Mozambique, Zambia, Zimbabue y Sudáfrica.
Su hábitat natural son las praderas y pantanos inundables subtropicales o tropicales.